# Cana (área de governo local)
Cana (em inglês: Khana) é uma área de governo local do estado de Rios, na Nigéria, com sede em Bori. Tem 560 quilômetros quadrados e de acordo com o censo de 2016, havia 411 500 residentes.